# Herman Zanstra
Herman Zanstra (* 3. November 1894 in Schoterland (heute: Heerenveen); † 2. Oktober 1972 in Haarlem) war ein niederländischer Astronom.

## Leben und Werk
Herman Zanstra wurde in der Nähe von Heerenveen in Friesland geboren. 1917 schloss er das Studium des Chemieingenieurwesens an der Technischen Universität Delft ab. Dort war er zunächst als Assistent tätig und danach, ebenfalls in Delft, Lehrer an einer höheren Schule. In dieser Zeit schrieb er eine Abhandlung in theoretischer Physik über relative Bewegungen. 1921 ging er in die USA, wo er mit der erweiterte Form seiner Abhandlung bei William Francis Gray Swann an der University of Minnesota in Minneapolis den Doktorgrad in theoretischer Physik erwerben konnte. Die Dissertation aus dem Jahre 1923 trug den Titel „A Study of Relative Motion in Connection with Classical Mechanics“ (Eine Studie über relative Bewegung in Verbindung mit klassischer Mechanik).
Nach einer kurzen Zeit als National Research Fellow an der Universität Chicago, einem weiteren Jahr an mehreren Laboratorien in den Niederlanden und Deutschland sowie zwei Monaten am Institut für theoretische Physik in Kopenhagen bei Niels Bohr erhielt er eine Postdoc-Stelle am California Institute of Technology. Hier schrieb er die Abhandlung An Application of the Quantum Theory to the Luminosity of Diffuse Nebulae (Eine quantenmechanische Anwendung auf die Luminosität diffuser Nebel), die erstmals eine quantitative Methode, die sogenannte „Zanstra-Methode“, zum Verständnis der Luminosität von Nebeln und Kometen bereitstellte.
1937 erhielt Zanstra am Radcliffe-Observatorium in Oxford ein vierjähriges Stipendium und begleitete 1939 den Umzug des Observatoriums nach Pretoria in Südafrika. Während des Krieges konnte er nicht nach Europa zurückkehren, fand aber 1942 eine Lehrtätigkeit in Durban. 1946 kehrte er nach Europa zurück als Professor am astronomischen Institut der Universität Amsterdam, wo er bis zu seiner Emeritierung 1959 blieb.

## Ehrungen
1949 wurde Zanstra Mitglied der Königlich Niederländischen Akademie der Wissenschaften.
Im Jahre 1961 erhielt er die Goldmedaille der Royal Astronomical Society in London.
Der Mondkrater Zanstra und der Asteroid (2945) Zanstra sind nach ihm benannt.